# Claudio Bonadio
Claudio Bonadio (San Martín, 1 de febrero de 1956-Buenos Aires, 4 de febrero de 2020) fue un abogado y juez federal argentino, quien estuvo a cargo del Juzgado Criminal y Correccional Federal N° 11 desde 1994. En ese rol intervino en causas de fuerte repercusión, algunas de las cuales involucraron a importantes funcionarios y políticos de los gobiernos desde su designación, entre otras causas de alto impacto en la opinión pública.

## Trayectoria

### Formación
Se recibió de Abogado en la Universidad de Buenos Aires (UBA) en 1988.

### Década de 1990
Bonadio fue asesor de Carlos Corach (quien posteriormente fuera ministro del Interior de Carlos Menem) desde septiembre de 1990 hasta septiembre de 1992. Luego fue su subsecretario de Asuntos Legales desde septiembre de 1992 hasta junio de 1994, en la estructura de la Secretaría Legal y Técnica de la Presidencia de la Nación Argentina.
En 1993, fue nombrado juez federal a cargo del juzgado federal de Morón, por el presidente Carlos Menem, con acuerdo del Senado. En aquel momento no existía Consejo de la Magistratura y fue asignado al Juzgado Nacional en lo Criminal y Correccional cuando el presidente aumentó el número de juzgados federales.
Desde 1994 estuvo a cargo del Juzgado Criminal y Correccional Federal N° 11. Entre las causas que llevó adelante durante el gobierno de Menem se destacan la causa AMIA sobre el atentado en la mutual judía; el caso PAMI donde se acusaba de corrupción a su entonces interventor, Víctor Alderete y el caso de los préstamos irregulares obtenidos por la Curtiembre Yoma.

### Décadas del 2000 y 2010
En 2001 cuando junto con un amigo descendía de su vehículo en Villa Martelli dos jóvenes que los encañonaron y uno de ellos le disparó con una pistola 9 mm hiriéndolo de gravedad. Bonadío soltó entonces las botellas que llevaba en la mano, desenfundó un arma, y disparó contra los dos delincuentes, que murieron poco después. Una de las hipótesis barajadas vinculaba el hecho a la amenaza que el juez había recibido horas antes del jefe de una banda de secuestradores que investigaba.
Es el juez a cargo de las causas más importantes de corrupción contra Cristina Fernández de Kirchner, su familia y funcionarios. Entre estas se encuentran la causa Hotesur (2014) sobre presunto lavado de dinero de sobornos y la causa de los cuadernos (2018) donde se investiga sobre presuntos sobornos en la obra pública.

### Fallecimiento
A pesar de que el juez no hacía muchas referencias sobre su estado de salud, fue operado de un quiste en mayo de 2019. Alejado temporalmente de los tribunales, con un pedido de licencia hasta marzo de 2020, se produjo su deceso a las 06:20 del 4 de febrero de 2020, tres días después de haber cumplido los 64 años. El diario Clarín indicó como posible causa del deceso un glioblastoma multiforme.

## Causas relevantes

### Causa PAMI
En febrero de 1998, Víctor Alderete, entonces interventor del PAMI, fue procesado por casos de corrupción. Bonadio fue denunciado por su actuación como juez por dar protección a Alderete.
El 5 de junio del año 2000, el periodista Marcelo Bonelli publicó un artículo con datos de la declaración jurada impositiva de Alderete. Un año más tarde, Bonadio procesó al periodista por violar el secreto que ampara la declaración jurada. Tiempo después la Cámara dejó sin efecto la resolución basándose en el respeto constitucional al derecho de libertad de expresión y prensa.

### Curtiembre Yoma
Entre 1995 y 1998 los bancos estatales entregaron $ 180 millones en cŕeditos sin garantías suficientes a la curtiembre Yoma, propiedad de Emir Yoma, funcionario menemista. La causa prescribió debido a la cantidad de años que pasaron antes de ser juzgada, mientras Bonadio no realizó ninguna investigación en el expediente.

### Causa AMIA
Se hizo cargo de la causa AMIA. El 18 de julio de 1994 se produjo un ataque terrorista con coche bomba contra la Asociación Mutual Israelita Argentina (AMIA) en Buenos Aires. En el mismo resultaron asesinadas 85 personas y otras 300 fueron heridas.

### Causa Hotesur
La Causa Hotesur indaga sobre la supuesta operatoria de integrantes de la familia Kirchner de alquilar las habitaciones de sus hoteles a empresarios para lavar dinero de sobornos. Bonadío y el fiscal Carlos Stornelli llevaron adelante la causa.

### Causa contra Nisman por lavado de dinero
En 2015 le fue adjudicada la causa por presunto lavado de dinero vinculada con el fiscal Alberto Nisman, donde son investigados Sara Garfunkel, madre de Nisman, la hermana del fiscal, la jueza Sandra Arroyo Salgado, el técnico informático Diego Lagomarsino y el empresario Claudio Picón como sospechosos de haber participado de la fuga de dólares a una cuenta en Nueva York del Merrill Lynch, en la que supuestamente hubo movimientos de, al menos, 650 mil dólares.

### Causa de los cuadernos
La causa de los cuadernos hace referencia a los presuntos pagos de sobornos de funcionarios del gobierno de Cristina Fernández de Kirchner documentados por el exchofer Oscar Centeno. Desde inicios de 2018 tuvo a su cargo la causa junto al fiscal Stornelli. En el marco de dicha investigación se procesó y encarceló preventivamente a decenas de empresarios que confesaron haber pagado coimas y a exfuncionarios nacionales y provinciales quienes, según estos empresarios arrepentidos, las habrían cobrado.

## Críticas y controversias
Recibió varias denuncias en su contra, acumulando más de 51 denuncias penales y varias imputaciones. A esto se le suman más de 75 denuncias en el Consejo de la Magistratura por asociación ilícita, mal desempeño, protección a redes de narcotráfico, enriquecimiento ilícito y crecimiento patrimonial injustificado, entre otros delitos. Durante la década de 1990 fue incluido dentro de una lista de jueces alineados con el gobierno de turno, conocida como «la servilleta de Corach»
Durante la presidencia de Menem tuvo que afrontar denuncias judiciales por “cajonear” causas contra exfuncionarios y amigos del poder. Varias veces fue sancionado por la Cámara Federal por no permitir a los acusados y sus abogados el acceso a sus expedientes. Asimismo, dos salas de la Cámara Federal lo sancionaron varias veces por arbitrariedad, por las mismas razones.
En 1996, el ministro Domingo Cavallo lo nombró como parte de un grupo de jueces que beneficiarían al presidente Menem, nombres los cuales le habría escrito el entonces ministro de Interior, Carlos Corach, en una servilleta. Cavallo afirmó que vio y escuchó cómo Corach le pedía a Bonadio que archivara una causa suya por presunto enriquecimiento ilícito. En la mencionada servilleta se nombraban a una cantidad de jueces preparados para actuar según las órdenes y necesidades políticas de Menem, además de Bonadío también figuraban otros jueces como Jorge Ballestero y Rodolfo Canicoba Corral.
En 2004, la Oficina Anticorrupción lo denunció, atribuyéndole “incumplimiento de deberes, prevaricato y tráfico de influencias” por manejos sospechosos en una causa para favorecer a Alderete. La presentación explicaba que el magistrado omitió citar a un alto funcionario vinculado a Carlos Menem “con el fin de cumplir con la palabra que le habría dado al ex ministro del Interior Carlos Corach, quien a pedido del ex presidente le habría solicitado desvincularlo”. 
En 2005, Bonadio fue apartado de la causa que investigaba el encubrimiento y las pistas falsas plantadas en la causa AMIA por "falta de imparcialidad". El tribunal consideró que se debería haber excusado de actuar en un expediente en el que se encontraban sospechados su colega y amigo Juan José Galeano y su exjefe Carlos Corach. Además se consideró que tuvo un doble rol en la causa, actuando como juez sobre las denuncias de encubrimiento que se habían efectuado sobre su propia persona. Posteriormente fue denunciado en el Consejo de la Magistratura.
En 2005 el abogado Gonzalo Giadone denunció a Bonadio por su actuación en una causa que investigaba las responsabilidades en un caso donde se produjo un contagio masivo de HIV, Hepatitis B y Hepatitis C y cientos de pacientes hemofílicos murieron. Ese mismo año Bonadío fue apartado de la causa AMIA por conflicto de intereses.
En 2010, en el marco de la causa AMIA 2, fue denunciado por el fiscal Alberto Nisman, por amenazas y espionaje ilegal junto al funcionario macrista Fino Palacios y el exministro Carlos Corach. Nisman también denunció a Bonadio por los mensajes intimidatorios que recibió contra su persona, que también ponían en riesgo a sus hijas Iara y Kala, y de haber querido asesinarlo para desplazarlo de la causa AMIA.
Según la agencia Télam, Bonadío incurrió en irregularidades cuando ordenó a la Policía Metropolitana de Buenos Aires un allanamiento en la sede de Hotesur, el 20 de noviembre de 2014. Dicha fuerza no tiene jurisdicción en el territorio en el que actuó, según lo indica el Art. 8 Inc. b de la Ley 2894/08 por la cuál fue creada. Como consecuencia de esta decisión, los gastos del operativo quedaron a cargo del Gobierno de la ciudad de Buenos Aires.
En 2014 fue apartado de la Causa Hotesur porque “violó el derecho a la defensa en juicio” de Romina Mercado y Lázaro Báez, y actuó con “parcialidad” al no permitir a los peritos de las partes revisar documentación secuestrada.
También fue denunciado penalmente por su papel en la privatización de ocho hectáreas de la empresa estatal Tandanor, que fue elevada a juicio por Bonadio un día después de que la misma proscribiera, beneficiando a los funcionarios imputados. Su accionar en estas dos causas fue denunciado por la Asociación Civil Igualdad y Justicia.
En 2014, la entonces presidenta Fernández de Kirchner acusó a Bonadío de tener participación en una compañía que no presentó las declaraciones en el tiempo previsto.
En febrero de 2016 por una denuncia de diputados del Frente para la Victoria, se investigó si hubo "una sistemática conducta tendiente a beneficiar a quienes habían hecho una compra importante de dólares futuro en la prevención de que si se accedía al gobierno con una mega devaluación se hacía un pingüe negocio". Los denunciantes afirmaron que Bonadio cometió "prevaricato, al dictar resoluciones contrarias a la ley y fundadas en hechos falsos" e incurrió en "tentativa de estafa procesal y de privación ilegal de la libertad mediante la alteración de la base fáctica de la causa con el propósito de dar sustento a medidas cautelares restrictivas de la libertad". Según la denuncia los pasivos del Banco Central se incrementaron mediante la devaluación ocasionando una pérdida patrimonial por cerca de 70.000 millones de pesos.
La causa finalizó cuando el juez interviniente resolvió que no había existido delito alguno en la conducta de los denunciados.
En 2017 el senador Marcelo Fuentes radicó una denuncia contra el hijo de Bonadío por cuantiosas inversiones para construir un estudio de grabación de última generación y otra por enriquecimiento ilícito. Fuentes solicitó que se investigue la situación patrimonial del magistrado porque "existe una ausencia de proporcionalidad" entre los ingresos y el patrimonio declarados por el hijo, ya que Mariano Bonadío posee un estudio de grabación musical en la ciudad de Buenos Aires valuado en más de un millón de pesos y está inscripto en la AFIP como monotributista en la categoría III, para personas que facturan hasta 15.000 al año.
A fines de 2018 un abogado denuncia a Bonadio por supuesta protección al empresario Sebastián Eskenazi, indicando que el juez excluye al empresario de una causa judicial por coimas. Como evidencia de la relación entre ambos cita una foto publicada por el periodista Horacio Verbitsky en la que se ve a ambos cenando en un restaurante. Posteriormente, el periodista Carlos Pagni afirmó que Bonadió ordenó proteger al empresario millonario y puso como condición a los imputados arrepentidos en la causa de los cuadernos no imputar a Enrique Eskenazi. Semanas después la Sala I de la Cámara Federal ordenó al juez que ponga la lupa sobre los Eskenazi.
En 2018 el periodista Horacio Verbitsky aseguró que habría un supuesto entramado societario del juez con un total de 25 firmas dedicadas al mercado del gas, el sector más beneficiado por Cambiemos. Bonadio poseería un total de 25 compañías, de las cuales 21 comparten dirección en el mismo domicilio, mismo abogado y todas nacieron al año siguiente que Bonadio fuera designado juez, en 1994. El holding Bonadio se dedica al mercado del gas y comparten sede en un departamento de Puerto Madero donde también estuvo radicada una agencia de seguridad vinculada a los servicios de inteligencia de los Estados Unidos, además Bonadio, según Verbitsky, poseería acciones en una empresa de telecomunicaciones del grupo Clarín, y dos empresas radicadas en Miami.